# アラン・ウェルズ
アラン・ウエルズ（Allan Wipper Wells MBE、1952年5月3日 - ）は英国の陸上競技短距離選手で1980年モスクワオリンピック男子100mで優勝し金メダル、男子200mでも銀メダルを獲得した。スコットランド、エジンバラ出身。
モスクワオリンピック100m走決勝ではキューバのシルビオ・レオナルドと10秒25の同タイムであったが優勝した。その時点ではオリンピック100m競技の最年長優勝者となった。

## 主な実績
| 年   | 大会                         | 場所                         | 種目         | 結果 | 記録   |
| ---- | ---------------------------- | ---------------------------- | ------------ | ---- | ------ |
| 1978 | コモンウェルスゲームズ       | エドモントン(カナダ)         | 100m         | 2位  | 10秒07 |
| 1978 | コモンウェルスゲームズ       | エドモントン(カナダ)         | 200m         | 1位  | 20秒12 |
| 1978 | コモンウェルスゲームズ       | エドモントン(カナダ)         | 4×100mリレー | 1位  | 39秒24 |
| 1978 | ヨーロッパ陸上競技選手権大会 | プラハ(チェコスロバキア)     | 100m         | 6位  | 10秒45 |
| 1980 | オリンピック                 | モスクワ(ソビエト連邦)       | 100m         | 1位  | 10秒25 |
| 1980 | オリンピック                 | モスクワ(ソビエト連邦)       | 200m         | 2位  | 20秒21 |
| 1980 | オリンピック                 | モスクワ(ソビエト連邦)       | 4×100mリレー | 4位  | 38秒62 |
| 1981 | IAAF陸上ワールドカップ       | ローマ(イタリア)             | 100m         | 1位  | 10秒20 |
| 1981 | IAAF陸上ワールドカップ       | ローマ(イタリア)             | 200m         | 2位  | 20秒53 |
| 1982 | コモンウェルスゲームズ       | ブリズベン(オーストラリア)   | 100m         | 1位  | 10秒02 |
| 1982 | コモンウェルスゲームズ       | ブリズベン(オーストラリア)   | 200m         | 1位  | 20秒43 |
| 1982 | コモンウェルスゲームズ       | ブリズベン(オーストラリア)   | 4×100mリレー | 3位  | 39秒33 |
| 1983 | 世界陸上競技選手権大会       | ヘルシンキ(フィンランド)     | 100m         | 4位  | 10秒27 |
| 1983 | 世界陸上競技選手権大会       | ヘルシンキ(フィンランド)     | 200m         | 4位  | 20秒52 |
| 1984 | オリンピック                 | ロサンゼルス(アメリカ合衆国) | 4×100mリレー | 7位  | 39秒13 |
| 1986 | ヨーロッパ陸上競技選手権大会 | シュトゥットガルト(西ドイツ) | 100m         | 5位  | 10秒24 |
| 1986 | ヨーロッパ陸上競技選手権大会 | シュトゥットガルト(西ドイツ) | 200m         | 5位  | 20秒89 |